# Jenna Lamia
Jenna Lamia (Los Angeles, 2 mei 1975) is een Amerikaanse actrice, filmproducente, scenarioschrijfster en stemactrice.

## Biografie
Lamia heeft gestudeerd aan de Amherst College in Amherst (Massachusetts), New York-universiteit in New York en aan de Universiteit van Parijs in Parijs. Na haar studie verhuisde zij naar New York voor haar acteercarrière.

## Carrière
Lamia begon in 1998 haar carrière op Broadway met het toneelstuk Ah, Wilderness waar zij de rol van Mildred Miller speelde, Naast op Broadway speelde zij ook in Off-Broadway theaters. In hetzelfde jaar begon zij met het acteren voor televisie met de film Hi-Life, waarna zij nog meerdere rollen speelde in films en televisieseries.
Lamia is ook actief als verteller voor luisterboekken, voor dit werk heeft zij al diverse prijzen mogen ontvangen. In 2010 werd zij uitgeroepen tot de beste vrouwelijke verteller door de Audio Publisher Association.

## Filmografie

### Films
Uitgezonderd korte films.
- 2021 Small Engine Repair - als Judy Cooper
- 2013 The Call - als Brooke
- 2011 Guys Choice - als zus van vechter
- 2010 The Fighter - als Sherri Ward
- 2009 The Box - als Diane Carnes (stem)
- 2008 Something's Wrong in Kansas - als Shelby
- 2004 Drowning - als Rain Forsyth
- 2003 Nowhere to Go But Up - als Sparkle
- 1998 Hi-Life - als tienermeisje

### Televisieseries
Uitgezonderd eenmalige gastrollen.
- 2021-2022 Resident Alien - als Judy Cooper - 17 afl.
- 2019 Legend Quest: Masters of Myth - als Marcella - 11 afl.
- 2014-2016 Awkward - als Lesley Miller - 10 afl.
- 2000-2002 Oz - als Carrie Schillinger - 8 afl.

### Filmproducente
- 2022 My Best Friend's Exorcism - film
- 2018-2019 Good Girls - televisieserie - 31 afl.
- 2016-2017 No Tomorrow - televisieserie - 12 afl.
- 2014-2016 Awkward - televisieserie - 37 afl.

### Scenarioschrijfster
- 2022 My Best Friend's Exorcism - film
- 2022 Resident Alien - televisieserie - 2 afl.
- 2018-2019 Good Girls - televisieserie - 4 afl.
- 2016 No Tomorrow - televisieserie - 1 afl.
- 2014-2016 Awkward - televisieserie - 6 afl.
- 2010-2012 90210 - televisieserie - 5 afl.

- Gemeinsame Normdatei: 141861266
- International Standard Name Identifier: 0000 0000 6786 9801
- Nationale Bibliotheek van Israël: 987007419984805171
- Virtual International Authority File: 95102742